# Spodnja Kostrivnica
Spodnja Kostrivnica je naselje u slovenskoj Općini Rogaškoj Slatini. Spodnja Kostrivnica se nalazi u pokrajini Štajerskoj i statističkoj regiji Savinjskoj. 

## Stanovništvo
Prema popisu stanovništva iz 2002. godine naselje je imalo 120 stanovnika.